# 24ore.tv
Radio24-IlSole24OreTV è un canale televisivo tematico gratuito italiano all news del Gruppo 24 ORE dedicato al mondo della finanza e radiovisione di Radio 24.

## Il canale
Lanciato nell'aprile del 2001, 24ore.tv si proponeva di essere un canale sul modello delle statunitensi CNBC e Bloomberg con notiziari e rubriche sulla società. Trasmetteva inoltre approfondimenti di tipo economico, politico ed internazionale.

Il logo di 24ore.tv

Il canale fu lanciato originariamente come canale satellitare, visibile anche sul Web. Con l'avvento del digitale terrestre, 24ore.tv diventa uno dei primi canali televisivi disponibili in tale tecnologia a livello nazionale in Italia essendo veicolato dal multiplex Mediaset 1, il primo multiplex nazionale per il digitale terrestre attivato in Italia. Con la nascita del multiplex Mediaset 2, il 14 luglio 2005, 24ore.tv viene reso disponibile anche con tale multiplex.

## La chiusura
24ore.tv chiude i battenti il 31 dicembre 2006. Prima della rimozione definitiva dello slot dei decoder satellitari e terrestri, il canale ha trasmesso per qualche giorno un monoscopio colorato.

## Il rilancio
Dopo più di un anno di sperimentazione. Il 19 giugno 2025: il Gruppo Sole 24 Ore ne annuncia il ritorno in tv con la nuova denomiazione Radio24-IlSole24OreTV. Il canale è disponibile su digitale terrestre al canale 246, con partner Sky Italia nella produzione del canale.